# Jean XVIII d'Alexandrie
Jean XVIII d'Alexandrie (mort en 7 juin 1797) est le 107e patriarche copte d'Alexandrie.

## Biographie
Le future patriarche originaire de Médinet el-Fayoum dans le  Gouvernorat du Fayoum se nommait Joseph. Il était devenu moine au Monastère Saint-Antoine sur le mont El-Araba. Quand le Pape Marc VII, meurt les évêques les prêtres et le notables de la communauté le choisissent unanimement comme son successeur. Il est consacré Patriarche dans l'église de Saint-Mercurius dans le Vieux-Caire  le dimanche  15e jour de Babah, 1486 A.M. (23 octobre 1769 A.D.). Il prend alors le nom de  Yoannis XVIII, 107e Pape d'Alexandrie.
Il meurt le 2e jour de  Baounah, 1512 A.M. (7 juin 1797 A.D.) après avoir exercé sa fonction pendant 
26 ans, 7 mois et 16 jours. Il est inhumé dans le Tombeau des Patriarche de l'église du Monastère Saint-Mercure Abu-Saifain. Le siège patriarcal restera ensuite vacant trois mois et 26 jours.